# Késsounou
Késsounou est l'un des sept arrondissements de la commune de Dangbo dans le département de l'Ouémé au Bénin.

## Géographie

### Localisation
Késsounou est situé au Sud-Est de la commune de Dangbo, capitale de la république du Bénin.
|                  | Houédomey                              |        |
| Commune de Dèkin | Késsounou                              | Dangbo |
|                  | Commune de Aguégués, Commune de Sô-Ava |        |

### Administration
Sur les cinquante villages et quartiers de ville que compte la commune de Dangbo, Késsounou regroupe six quartiers qui sont, :
1. Glahounsa
2. Glahounsa Sèmè
3. Hètin-Gléhoué
4. Hètin-Sota
5. Kessounou
6. Kodonou

## Histoire
Késsounou est une subdivision administrative béninoise. Dans le cadre de la décentralisation au Bénin, Il devient officiellement un arrondissement de la commune de Dangbo le 27 mai 2013 après la délibération et adoption par l'Assemblée nationale du Bénin en sa séance du 15 février 2013 de la loi no 2013-O5 du 15/02/2013 portant création, organisation, attributions et fonctionnement des unités administratives locales en République du Bénin,.

## Population et société

### Démographie
Selon le recensement de la population de 2013 conduit par l'Institut national de la statistique et de l'analyse économique (INSAE), Késsounou compte 2870 ménages avec 13 609 habitants,.
| Indicateur           | 2013  |
| -------------------- | ----- |
| Nombre de ménages    | 2870  |
| Population masculine | 6643  |
| Population féminine  | 6966  |
| Population totale    | 13609 |

La population est composée de plusieurs ethnies et groupes socioculturels.

## Économie
La population pour ses sources de revenus, mène des activités agricoles et la pêche et le commerce.